# Тивун
Тив́ун (тів́ун, ті́ун) — управитель княжого дому, слуга, що виконував також судові та адміністративні поручення князя.
Назва кількох категорій посадових осіб (прикажчик, управитель, наглядач) у Київській Русі та на українських землях у складі Великого князівства Литовського, Речі Посполитої і Московської держави до XVII століття. Слово тивун (д.-рус. тиунъ, тивунъ) вважається давнім запозиченням з давньоісландської мови: від þjónn («слуга»), що є спорідненим з давн-англ. þéowen («наймичка, служниця»), гот. þius («слуга»), давн.в-нім. dionōn, dionēn та нім. dienen («служити»), а також з прасл. *tekti («бігти, текти»).

## Стародавня Русь
У Київській Русі тіуном називались господарські управителі князя або бояр.
- Тіун огнищанний (пізніше тіун двірський) відав домом (огнищем, двором) феодала;
- Тіун конюшний відав конюшнями і табунами;
- Тіун ратайний — польовими роботами і т. д.

Тіуни були найближчими помічниками феодалів-землевласників у галузі суду і управління. Більшість із них були невільними людьми. Однак за вбивство тіуна згідно з «Руською правдою» платилось подвійну виру. На посаду призначалися дружинники. Особливо високими вважались звання «кінного тіуна», який відав кіньми князя, тому що князі і дружинники воювали на конях і на конях їздили в далекі подорожі.
У 14-17 ст. існували тіуни великого князя, що займались його господарством і управляли окремими городами-селами, волостями, та тіуни, що входили до апарату намісників і виконували судові функції.

## Велике князівство Литовське
У Великому князівстві Литовському тіунами називались великі феодали, що здійснювали управління волостями (пізніше — намісники).
В окремих місцевостях Галицької Русі, де чинність зберігало давньоруське право, тіуни були виборними представниками сільських громад.